# Pádel
El pádel es un deporte de raqueta con origen en México. Se juega siempre en parejas y consta de tres elementos fundamentales para su desarrollo: la pala, el campo de juego y la pelota.

## Historia

### La primera pista de pádel, década de 1960
El mexicano Enrique Corcuera es considerado el inventor del pádel. Enamorado del frontón de su casa, decide en 1962 incorporarle una pared de unos tres metros de altura en la pared opuesta a la que ya tenía, colocando además, una red en el medio y cerrando con cuatro paredes de media altura los laterales; en los fondos puso paredes de 3 metros y rodeó todo con una valla metálica, formando así la primera pista de pádel, de 20 metros de largo por 10 de ancho. Las reglas del juego eran iguales a las del tenis pero con la variante de que se podían usar las paredes.

### Origen creativo en Estipac, Jalisco
Aunque comúnmente se asocia el nacimiento del pádel con la construcción de la primera pista formal en Acapulco en 1969, diversas investigaciones y testimonios apuntan a que su verdadera concepción se gestó en la hacienda de Enrique Corcuera en Estipac, Jalisco. A mediados de los años 60, Corcuera, aficionado al tenis y al frontón, comenzó a adaptar una cancha de frontón existente en su finca jalisciense. Incorporó una red en el centro, cerró los costados con muros bajos y añadió una pared posterior, creando así un espacio cerrado que permitía a los jugadores utilizar las paredes como parte del juego, lo que sentó las bases del pádel moderno.
Según declaraciones de su hijo, Enrique Corcuera Jr., el deporte comenzó a tomar forma desde finales de los años 50 en Estipac, cuando su padre adaptaba juegos en el frontón de la hacienda. Estas prácticas experimentales dieron lugar a lo que más tarde se conocería como "Paddle Corcuera" o "Paddle-Tenis", nombre con el que fue inicialmente denominado el juego.
Las dimensiones utilizadas en Estipac (20 metros de largo por 10 de ancho) coinciden con las del pádel reglamentario actual. Aunque la pista definitiva se construyó en Acapulco y desde ahí se popularizó entre la élite internacional, Estipac representa el origen creativo y técnico del deporte. Esta distinción entre lugar de invención y lugar de consolidación ha sido reconocida por cronologías especializadas del pádel.
Diversos medios han promovido recientemente la narrativa centrada en Acapulco, en parte como parte de esfuerzos turísticos, sin embargo, publicaciones recientes señalan la importancia de Estipac en la historia fundacional del deporte.
En resumen, mientras Acapulco fue el trampolín internacional del pádel, Estipac fue su laboratorio original, donde nació el juego tal como lo conocemos hoy.

### Llegada del pádel a España y Sudamérica, década de 1970
En el círculo de amigos de Enrique Corcuera se encontraba el príncipe Alfonso de Hohenlohe, noble y promotor inmobiliario de muchos complejos turísticos en la Costa del Sol malagueña. En 1974, en su visita a México a la casa de Corcuera, queda encantado con esta nueva modalidad deportiva, tanto es así que en su vuelta a Marbella realiza algunas modificaciones en la pista y en el reglamento del juego: se constituyen de esta manera las dos primeras pistas de pádel en España. Un año después, el millonario argentino Julio Menditegui, frecuentado a Marbella, queda anonadado también con este deporte, por lo que decide importarlo a Argentina, consiguiendo una gran aceptación cultural y convirtiéndose de esta forma en el segundo deporte más practicado de ese país. Desde ahí empieza a extenderse a otros países, como Brasil, Chile, Uruguay, Venezuela, Colombia y Paraguay.

### Expansión y profesionalismo, década de 1980
A partir de 1985 se produce un crecimiento exponencial en la cantidad de torneos y jugadores, especialmente en Argentina. Los premios monetarios, los nuevos patrocinadores y exhibiciones impulsan la profesionalización del deporte. Durante las temporadas de 1986 y 1987 Javier Maquirriain y Gustavo Maquirriain fueron imbatibles, logrando la primera posición del ranking, siendo los primeros número uno de la era profesional del deporte. En el año 1988 se realizó el primer campeonato internacional de Pádel profesional. La I edición del campeonato hispano-americano en la ciudad de Mar del Plata, Argentina, enfrentando a las mejores duplas de Argentina y España. Los hermanos Javier y Gustavo Maquirriain (Argentina) vencen a Alejandro Lasaigues y Horacio Álvarez Clementi (Argentina) en la final consagrándose campeones del primer torneo internacional de pádel profesional.
En el año 1988 La pareja Lasaiguez-Álvarez Clementi accede al primer puesto del ranking y en el año 1989 se consolidan como pareja número 1 ganando el II campeonato hispano-americano. La pareja mantuvo el número 1 del ranking mundial durante las temporadas 1988, 1989 y 1990. Algunos jugadores destacados que compitieron por los primeros puestos del ranking a finales de los 80 fueron: Marcelo Cubas, Alejandro Sanz, Gustavo Maquirriain, Javier Maquirriain, Emilio Cornejo, Manuel Caracoche, Roberto Gattiker, Ricardo Cano, Diógenes De Urquiza, Facundo Mazzuchi, Pequeño Quintín entre otros por el lado argentino. Juan Fontan, Javier Arenzana, Santiago Arpón, Miguel Sejismon, Bertin Osborne, Miguel Goizueta y Arturo y Carlos Jiménez, siendo los jugadores más importantes de España.

### Plenitud y primer mundial, década de 1990
Durante la temporada 1990 Lasaigues y Álvarez Clementi mantuvieron el número 1 del ranking mundial, siendo prácticamente imbatibles. En 1991 perdieron el liderazgo ante la nueva pareja formada por Javier Maquirriain y Roberto Gattiker quienes pasan a ser número 1 ganando casi todos los torneos que disputaron del circuito mundial coca-cola.
En el año 1992 la marca de indumentaria Topper ofrece un cuantioso contrato para juntar a Alejandro Lasaigues y Roberto Gattiker, formando lo que sería una de las parejas más exitosas de la historia del deporte.
En el año 1991 se funda la Federación Internacional de Pádel con sede en Bilbao y D. Julio Alegría Artiach de Primer presidente fundador. En el año 1992 se disputa en las ciudades de Madrid y Sevilla el 1.er Mundial de pádel por países. El equipo argentino se impone, llegando dos parejas de este país a la final. La pareja número 1 del ranking Alejandro Lasaigues y Roberto Gattiker se imponen a la pareja número 2 formada por Javier Maquirriain y Pablo Rovaletti. El primer mundial queda en manos del equipo argentino. La pareja Lasaiguez-Gattiker mantiene el número 1 del ranking en las temporadas 1992, 1993, 1994, 1995, 1996 y 1997 rivalizando primero con parejas como Maquirriain-Rovaletti y Cubas-Sanz y luego con Mariano Lasaiguez-Hernan Auguste. Estos últimos vencen en la final del 2.º Campeonato Mundial de Pádel de 1994 disputado en la ciudad de Mendoza, Argentina. Situación que se repite en el año 1996, aunque nuevamente en la ciudad de Madrid, donde Lasaigez-Gattiker logran su tercer y último campeonato mundial como pareja. En el año 1997 la mítica pareja Lasigez-Gattiker se separa. 
En 1997 y 1998 el N.º 1 Alejandro Lasaigues hace pareja con Hernán Bebé Auguste con quien logra el puesto N.º 1 del pádel profesional argentino en 1997 y 1998, considerado por entonces como el circuito más importante del mundo. En 1999 decide radicarse en España para continuar su carrera profesional, por lo que se separa de Lasaigues.
El mundial de 1998, disputado en la ciudad de Mar del Plata, Argentina, es obtenido por la nueva pareja Roberto Gattiker-Cristian Gutiérrez, quienes vencen en la final a Juan Martín Díaz y Alberto Rodríguez. Sin embargo en la modalidad por equipos, Argentina presenta un equipo alternativo por malestar de los mejores jugadores con las condiciones del torneo y España logra su primer título mundial, con el argentino Juan Martín Díaz como figura, quien empezó a representar a España en 1997. Algunos jugadores destacados de la década de 1990 que compitieron por los primeros puestos del ranking son: Javier Maquirriain, Marcelo Cubas, Alejandro Sanz, Oscar Not, Joaquín Not, Pablo Rovaletti, Gustavo Maquirriain, Guillermo García Navarro, Manuel Caracoche, Mariano Lasaigues, Hernán Auguste, Juan Martín Díaz, Cristian Gutiérrez, Alberto Rodríguez, Fernando Belasteguín entre otros.

### El epicentro del pádel se muda a España, década de 2000
Para fines de la década de 1990 el circuito en Argentina pierde fuerza y los principales torneos pasan a disputarse en España, generando una migración masiva de jugadores latinoamericanos, especialmente argentinos, hacia España. 
En el 2000, Hernán Bebé Auguste hace pareja con Juan Martín Díaz y juegan el circuito español. Ambos logran el Campeonato del Mundo por parejas en 2000 y Auguste también levanta su segundo trofeo por equipos, jugando en la final con Maru Lasaigues. Tras un gran 2001, la pareja Díaz-Auguste se consagra como la pareja Nº1 del mundo al adjudicarse el Circuito Internacional de la FEP.
En el año 2001 se forma la pareja Juan Martín Díaz-Fernando Belasteguín en lo que se convertirá en la mejor pareja de la historia del pádel, manteniendo el 1.er puesto del ranking mundial durante 13 años seguidos y ganando 170 finales de las 191 que disputaron.
En 2005 se funda y en 2006 comienza a disputarse el Pádel Pro Tour durando hasta el 2012. Durante estos años se destacaron jugadores como: Juani Mieres, Miguel Lamperti, Cristian Gutiérrez, Pablo Lima y Paquito Navarro, entre otros.

### World Padel Tour, década de 2010
Aún sin desaparecer la organización Pádel Pro Tour (PPT), en 2012 se creó World Padel Tour (WPT) con todos los requisitos necesarios, incluyendo la firma de los cien mejores jugadores de pádel del mundo. En 2013 comenzó el primer circuito World Padel Tour, el cual pasó a ser la principal competición profesional de pádel. Pádel Pro Tour, antes del primer torneo WPT celebrado en abril de 2013, presentó en Madrid una demanda judicial contra la Asociación de Jugadores Profesionales de Pádel (AJPP) por considerar vulnerado el acuerdo existente entre ambas entidades para el desarrollo del circuito profesional de pádel y solicitó como medida cautelar la suspensión del WPT. El 15 de abril de 2013, el Juzgado de Primera Instancia n.º 40 de Madrid dictó un auto en el que denegaba dicha paralización al considerar que no había garantizado las pretensiones de la sociedad demandante.
En esa década comienza a dedicarse mayor atención mediática a las jugadoras profesionales,destacándose los logros de nombres como Alejandra Salazar, las hermanas Mapi Sánchez Alayeto y Majo Sánchez Alayeto, Gemma Triay, Marta Marrero, Ariana Sánchez, Lucía Sainz, Paula Josemaría, Marta Ortega y Patty Llaguno.

### Premier Padel, década de 2020
En 2021 la Federación Internacional de Pádel funda Premier Padel, un nuevo circuito profesional de pádel debido al malestar entre la federación y jugadores con Setpoint Events, filial de Damm, propietaria del World Padel Tour. La acusaron de abuso de posición dominante ante la Comisión Europea. Durante la temporada 2022 y 2023 se disputaron ambos circuitos de forma simultánea, luchando por la hegemonía por ser el circuito profesional de referencia. WPT llegó a poner una demanda contra los primeros 20 jugadores del ranking, por entender que poseen la exclusividad de estos.
Antes del inicio de los circuitos de 2024 Qatar Sports Investments (QSI), grupo que financia a Premier Padel, compró World Padel Tour, desapareciendo este circuito tras once ediciones. Dejando a Premier Padel como el circuito profesional internacional de referencia.

### Evolución internacional
El pádel es actualmente (2025) el deporte con la más rápida evolución y penetración en número de jugadores y pistas de pádel en el mundo, practicado en más de 75 países, habiendo hasta el presente 35 federaciones nacionales de pádel distribuidas en los cinco continentes. Tiene popularidad en: México, Argentina, Brasil, España, Canadá, Estados Unidos, Paraguay, Uruguay, Ecuador, Chile, Reino Unido, Portugal y Bélgica; cierta aceptación en países como Alemania donde el número de pistas de pádel crece exponencialmente y es uno de los mercados emergentes, Países Bajos, Colombia, Catar y Emiratos Árabes Unidos, siendo estos 2 últimos de los mayores impulsores creando diferentes torneos que forman a día de hoy parte del calendario mundial de pádel. El World Padel Tour (WPT) ha sido el circuito mundial más importante, junto con los campeonatos mundiales hasta el momento.
A día de hoy el World Padel Tour ya no existe más siendo la organización Premier Padel quien ha tomado relevo de la competición haciendo de esta la mayor liga de pádel del mundo. Expandiéndose cada vez a más países de los 5 continentes.
En México el 2018 se ha declarado el boom del pádel en el país, gracias a acciones como las dirigidas en el norte del país en Monterrey, Nuevo León por Alejandro Martínez y Marcelo Varela quienes de forma disruptiva con el impulso de empresarios locales, rompieron con los esquemas trayendo a México a los mejores formadores de España y Argentina para desarrollar el pádel en México, sus estrategias de operación de clubes y gestión de torneos locales y nacionales registrando la primera marca de clubes de pádel en México llamada Pádel Club con su primera sede en el mítico Cortijo San Felipe en San Pedro, Pádel Club y Pádel Club Esfera en Monterrey. 
En los últimos años, sus acciones han sido replicadas por decenas de empresarios en todo el país, uno de estos es el Grupo Dúo Pádel Park, nacido en Hermosillo, Sonora, actualmente con 24 pistas operando y con planes de tener instaladas 60 a finales de 2023 en cuatro estados del noroeste de México.
Actualmente existen 51 federaciones nacionales de pádel y más de 18 millones de jugadores activos en el mundo de los cuales 300.000 son jugadores federados, en los últimos dos años se han creado más de 10.000 pistas nuevas de pádel y 2.994 clubes, los países más destacados respecto a clubes de pádel activos son los siguientes: España 3811 clubes, Italia 1760, Suecia 925, Francia 531 clubes, Bélgica 283, seguidos por otros países de la Unión Europea.
Respecto a las pistas, España encabeza el listado con 14.000, seguido por Italia con 3.513, Suiza con 3.500, Francia con 1.184, Bélgica con 1.054, seguida del resto de países de la Unión Europea, es evidente la tendencia creciente en este deporte y los indicadores apuntan a que los países de Europa del norte realizarán las mayores inversiones en los próximos años.
A pesar de ser un juego nacido en países de habla hispana, el número de jugadores y clubs de pádel construidos en la parte norte de Europa es creciente. Suecia es el segundo país con más búsquedas del término "padel" en Google después de España, acorde al informe presentado por Playtomic y Monitor Deloitte. Y mientras países como: Finlandia, Dinamarca, Holanda y Noruega apuestan principalmente por construir clubs de pádel en pista cubierta por sus condiciones climáticas; Bélgica, Italia, Francia y Alemania prefieren pistas outdoor.
También, el pádel gana presencia en lugares paradisíacos, habiéndose convertido en el deporte de ocio para practicar en cualquier localización geográfica y momento del año, es el caso de la construcción de pistas de pádel en hoteles y resorts en las islas Maldivas por parte de MejorSet. La empresa constructora e instaladora de pistas de pádel original de España, ya ha instalado tan solo en las islas más de 15 pistas, siendo también la pista oficial de múltiples torneos internacionales organizados por la Federación Internacional de Pádel en el 2023. 
Cabe destacar la evolución de jóvenes parejas con proyección internacional como Cuñao-Elvira o Aberturas-Martínez Pelayo. Su exhibición en el Olivar de la Hinojosa significó el denominado “Cambio de ciclo” en el pádel internacional.
Donde se espera que el pádel se convierta en el deporte de práctica amateur #2 solo después del fútbol. 
De acuerdo con la FIP (Federación Internacional de Pádel), este deporte tiene la tasa de crecimiento más rápida del mundo, con una estimación de 20 millones de jugadores a nivel mundial.

## Reglas
Posee reglas bien definidas, siendo el Comité de las Reglas del pádel de la FIP quien observara continuamente el juego y sus reglas y recomendará, cuando lo considere necesario, los cambios a la Asamblea, autoridad responsable en última instancia para efectuar cualquier cambio de las Reglas del Pádel, ateniéndose a lo establecido en el art. 18 de los Estatutos.

### Objetivo del juego
Los ganadores son aquellos que consigan ganar dos sets.

#### Anotación de puntos
Una pareja anota un punto cuando uno de sus componentes lanza la pelota al campo contrario y la pelota bota dos veces en el suelo.
Una pareja anota un punto cuando el equipo rival realiza una de las siguientes acciones:
- Un jugador lanza la pelota contra una pared del campo contrario sin que bote previamente en el suelo.
- Un jugador lanza la pelota fuera de la pista sin haber botado antes en el suelo.
- Un jugador toca la red o el campo contrario.
- Un jugador toca la pelota con el cuerpo u otro objeto distinto a la pala.
- Uno o ambos jugadores golpean la pelota dos veces seguidas.

#### Puntos, juegos y sets
Un partido de pádel se juega al mejor de tres sets, así que una pareja debe ganar dos para ganar el partido. La pareja que primero gana seis juegos con diferencia mínima de dos respecto a su rival es la ganadora o el ganador del set. Si llegasen a empatar a seis, se desempataría por tie-break. En el caso de empate a un set y siempre que se haya establecido así previamente, podrá jugarse el tercer set hasta que una pareja consiga dos juegos de ventaja respecto a su rival, sin tie-break en ningún momento. No obstante, la regla general es que si cada pareja se apunta uno de los dos sets jugados, se aplicará en el tercero las reglas del desempate llamado tie-break.
Cada set está integrado por juegos, alternándose en el saque las parejas y los miembros de cada una de ellas. El método de puntuación de cada juego es el mismo que el del tenis: cuando una pareja gana su primer punto, su tanteador es 15, cuando gana dos puntos, 30 y cuando gana 3 puntos, 40. Por ejemplo, si la pareja que saca lleva ganados 3 puntos y la que resta un punto, el marcador es de 40-15. Siempre se nombra en primer lugar la puntuación de los que sacan. Cuando ambas parejas empatan a 40 se dice que hay deuce o iguales. El primer equipo que gana un punto después de iguales logra una ventaja y, en caso de ganar el siguiente punto, se lleva el juego. Si no lo consigue, se vuelve a iguales hasta que una pareja logre la diferencia de dos puntos a su favor.
A partir del 1 de marzo de 2020, el World Padel Tour implementó el punto de oro al llegar al 40-40. Al llegar al iguales, la pareja que esta al resto elegirá si recibe el servicio del lado del iguales o del lado de la ventaja. La pareja que gane el punto conseguirá ganar el juego.

#### Tie-break
Cuando en un set hay empate a seis juegos, se aplicará el desempate mediante las reglas del tie-break. La cuenta de los puntos no sigue el sistema habitual, sino que aplica números correlativos empezando desde el uno (uno-cero, dos-cero, dos-uno, etc.). Este desempate lo gana la primera pareja que llegue a siete puntos con una diferencia de dos a su favor respecto a su rival. Si al llegar a siete puntos no se ha conseguido dicha diferencia, se continuará jugando hasta que se alcance. 
El tie break se iniciará sacando el jugador al que le corresponda hacerlo según el orden seguido en el set y lo hará desde el lado derecho de su pista: se jugará un solo punto. A continuación y respetando siempre el orden de saque mencionado anteriormente, se jugarán dos puntos, empezando a hacerlo desde el lado izquierdo y así sucesivamente. El vencedor de este juego de desempate se anotará el set por 7-6.

#### Cambios de campo
Las parejas cambiarán de campo cuando la suma de los juegos de cada set sea número impar. En el primer juego de cada set no hay descanso. En el tie break, los jugadores cambiarán de campo cada seis tantos.

### Campo de juego o pista

#### Dimensiones de la pista
Según el Reglamento de Juego del Pádel, el área de juego es un rectángulo de diez metros de ancho por veinte de largo (medidas interiores) con una tolerancia de 0,5 % y cerrada en su totalidad. En sus fondos está cerrada por paredes o muros en forma de U con una altura de tres metros. Las paredes laterales pueden ser en escalón (tipo europeo) o en diagonal (tipo americano). La pared trasera tiene 4 metros de altura y es maciza hasta los 3 primeros metros con cristal; el último metro está cerrado por una valla metálica. Las paredes laterales tienen 3 metros de altura en la parte central y hasta 4 metros en los dos extremos.

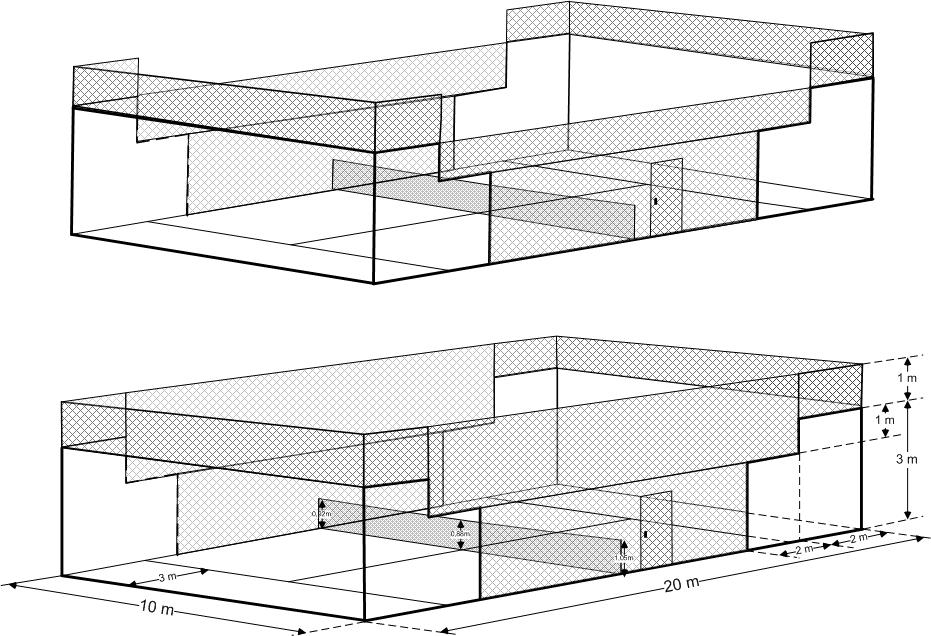
Dimensiones de una pista de pádel.

Este rectángulo está dividido en su mitad por una red. A ambos lados de ella, paralelas a la misma y a una distancia de 6,95 m están las líneas de servicio. El área entre la red y las líneas de servicio está dividida en su mitad por una línea perpendicular a estas, llamada línea central de saque, que divide esta área en dos zonas iguales. Todas las líneas tienen un ancho de 5 cm y serán de color claro fácilmente distinguible del pavimento.
El eje longitudinal del campo en instalaciones al aire libre irá de norte a sur y se admite una variación comprendida entre N-NE y N-NO.
La red tendrá una altura máxima en el centro de 88 cm, elevada a 92 cm en los extremos, con una tolerancia de 0,5 cm en ambos casos. La red estará suspendida por un cable metálico de un diámetro máximo de 0,01 m, cuyos extremos están unidos a dos postes laterales de una altura máxima de 1,05 m o de la propia estructura que lo sujetan y tensan. La red divide la cancha en dos mitades iguales.

#### Cerramientos

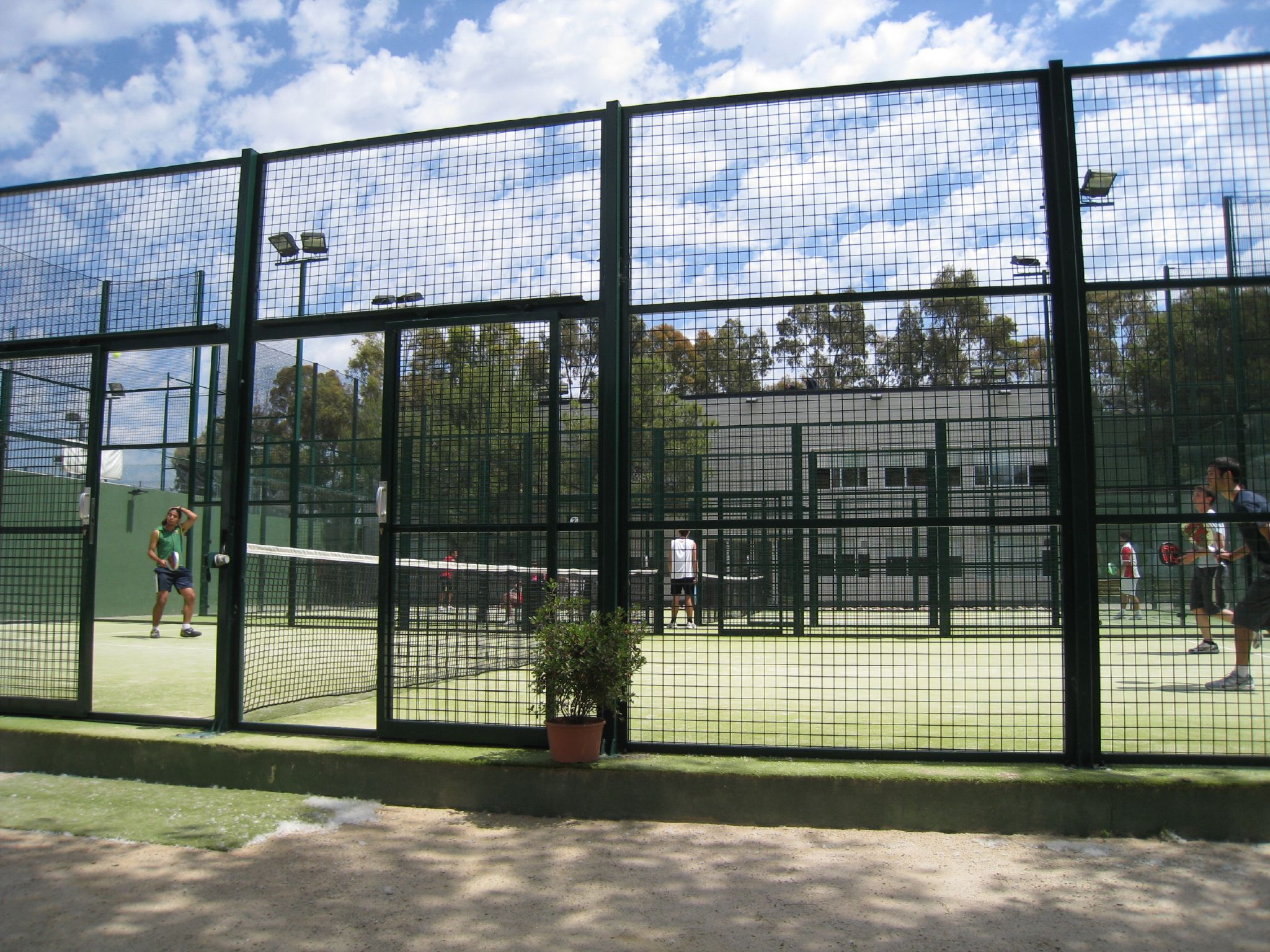
Jugadores de pádel en pistas exteriores

La pista está cerrada en su perímetro interior por fondos de diez metros y laterales de veinte metros. En todos los cerramientos se combinan zonas construidas con materiales que permiten un rebote regular de la pelota y zonas de malla metálica donde el rebote es irregular.

#### Fondos
Deben tener cuatro metros de altura y pueden ser de pared, cristal o plástico. Se admite que los tres primeros metros contados desde el suelo sean de alguno de los materiales especificados y que el último sea de malla metálica.

#### Laterales
Reglamentariamente, se admiten dos variantes en los cerramientos laterales:
- Variante 1

Compuesta por zonas escalonadas de pared o muro en ambos extremos. De tres metros de altura por dos de longitud el primer paño y de dos de altura por dos de longitud el segundo paño. Las zonas de malla metálica que completan el cerramiento son de tres metros de altura en los dieciséis centrales y de hasta cuatro de altura en los dos metros extremos. Cada vez con más frecuencia se construyen pistas que utilizan cristal o plástico en lugar de pared. 
- Variante 2

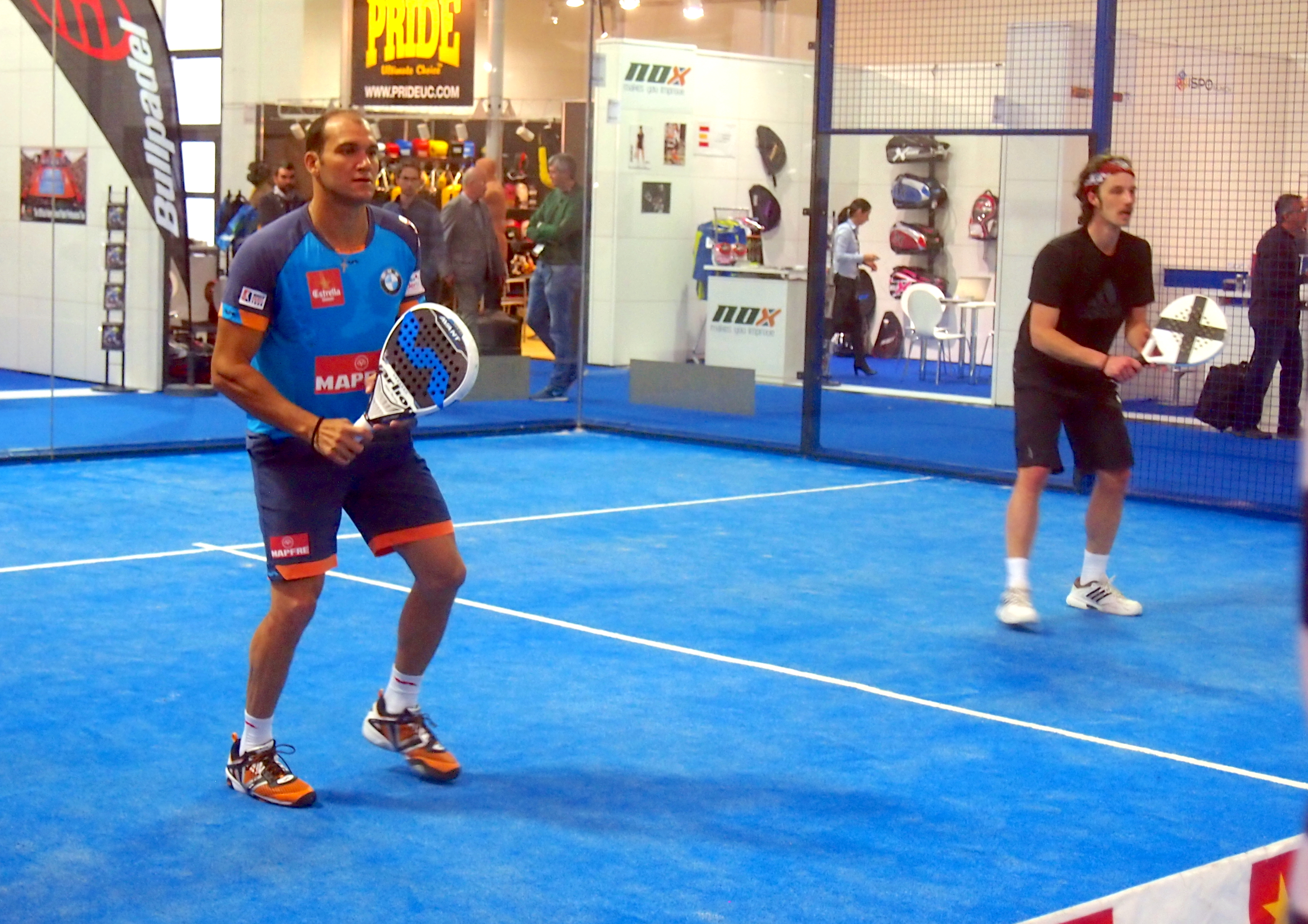
Pista de pádel de la empresa española Padel10 en la ISPO de Múnich 2014.

Se diferencia de la anterior en que las zonas de malla metálica que completan el cerramiento tienen cuatro metros de altura tanto en la zona central como en los extremos.
Las dimensiones dadas son desde el interior de la pista. La malla metálica se coloca siempre alineada con la cara interior de las paredes o muros.
Las paredes o muros pueden ser de cualquier material transparente u opaco (cristal, ladrillo, etc.) siempre que ofrezcan la debida consistencia y un rebote de la pelota regular y uniforme.
La malla metálica deberá ser en forma de cuadrados (montada en forma romboidal o cuadrada) pudiendo ser de simple torsión o electrosoldada, siempre que el tamaño de su abertura (la medida de sus diagonales) no sea inferior a 5 cm ni superior a 7,08 cm. Se recomienda que el grosor del diámetro del hilo de acero empleado esté entre 2,1 y 3 mm, autorizándose hasta un máximo de 4 mm, debiendo tener una tensión tal que permita el rebote de la pelota sobre ella.

#### Suelo
La superficie de la pista podrá ser de hormigón poroso y cemento, césped sintético o moqueta. El color podrá ser verde, azul o pardo-terroso. El césped o moqueta lleva un poco de arena especial (como la de la playa) para que sea más fácil el movimiento sobre la pista. Además se debe llevar un calzado adecuado para no resbalar.

#### Accesos
Los accesos a la pista son simétricos respecto al centro de la misma y están situados en su/s lateral/es. Podrán existir una o dos aberturas por cada lado, con o sin puerta (ver regla 15 del juego).
Las dimensiones de las aberturas deben ser las siguientes:
1. Con un solo acceso por lateral: el hueco libre ha de tener un mínimo de 1,05 x 2,00 m (ver figura).
2. Con dos accesos por lateral: cada hueco libre ha de tener un mínimo de 0,72 x 2,00 m y un máximo de 0,82 x 2,00 m.
La distancia mínima entre la pared del fondo y la cara más próxima de la abertura será de 9 m.
En caso de existir puertas, las manillas de estas deben estar colocadas por el exterior de la pista.

#### Iluminación
Debe haber cuatro focos, situados fuera de la pista junto a los muros o cristales de los cerramientos laterales. La altura mínima medida desde el suelo hasta la parte inferior de los proyectores ha de ser de 6 metros.
La iluminancia media medida a la altura del suelo debe ser como mínimo de 400 - 500 lux en condiciones normales y de 1.000 lux para retransmisiones por TV.
La iluminación artificial tiene que ser uniforme de manera que no dificulte la visión de los jugadores, el equipo arbitral y los espectadores. En general se utiliza iluminación basada en tecnología led, mucho más eficiente energéticamente y además con unas características fotométricas mejores que las antiguas tecnologías de iluminación. Existen diferentes tipos de focos o proyectores, son utilizados generalmente con un ángulo de inclinación de entre 20° y 30°, dispuestos simétricamente a ambos lados de la pista. 

#### Posiciones
En el pádel existen 2 posiciones, el revés (el jugador que juega en la izquierda) y el drive (el jugador que juega en la derecha). Cada uno de ellos tiene sus propias: ventajas, desventajas, características y requerimientos. Es muy importante saber cuál es el lado con más responsabilidad y cuál es el primero en el que debes de aprender a jugar.
DRIVE: Este lado tiene sus ventajas y mucho lo consideran como el lado de la pista más “fácil” para jugar. Este lado de la pista suele ser mejor para aquellos jugadores defensores o con juego más estratégico.
REVÉS: Se podría decir que el lado del revés es un poco más "complejo". Este es el lado izquierdo de la pista y en este lado es en donde se desarrolla un juego con más potencia y definición. Los jugadores de pádel que juegan en el revés suelen tener características ofensivas y agresivas, con buen nivel de potencia en sus golpes y una buena capacidad de definición. Una de las razones por las que se dice que este lado está más recomendado para un jugador más avanzado es porque el jugador tiene que abarcar más zonas de la pista. El jugador de revés es responsable de ir por la pelota incluso invadiendo un poco del lado del jugador de pádel de derecha.

#### Otras pistas
En la actualidad, existe una variante de esta pista de pádel, con menores dimensiones, donde juegan dos jugadores, uno contra uno, aunque no es oficial y no se disputan torneos federados en ella.

### La pelota de pádel
Las pelotas oficiales serán solamente aquellas aprobadas y homologadas por las diferentes federaciones nacionales. Como establece el Reglamento de la Federación Española de Pádel, «la pelota deberá ser una esfera de goma con una superficie exterior uniforme de color verde o amarillo. Su diámetro debe medir entre 6,32 y 6,77 cm y su peso estará entre 56,0 y 59,4 g. Deberá tener un rebote comprendido entre 135 y 145 cm al dejarla caer sobre una superficie compacta desde 2,54 m. La pelota deberá tener una presión interna de entre 4,6 kg y 5,2 kg por cada 2,54 cm².»
Cuando se juegue a más de 500 m s. n. m., se deberá utilizar un tipo de pelotas idéntico al descrito en el párrafo anterior excepto en lo relativo a su rebote, que deberá ser de 121,92 cm como mínimo y de 135 cm como máximo.

### Las palas de pádel
Se jugará con la pala reglamentaria de pádel, según homologación de la Federación Española de Pádel (FEP). Las medidas máximas de la misma son 45,5 centímetros de largo, 26 centímetros de ancho y 38 milímetros de grosor de perfil.
La pala estará perforada por un número ilimitado de agujeros de 9 a 13 mm de diámetro cada uno en toda la zona central. En una zona periférica máxima de 4 cm medidos desde el borde exterior de la pala, los agujeros podrán tener otra forma o tamaño, siempre y cuando no afecten a la esencia del juego.
La superficie de golpeo podrá ser plana, lisa o rugosa, no excediendo de 30 cm de largo y 26 cm de ancho.
El marco, incluido el mango, estará libre de objetos adheridos y otros dispositivos, que no sean aquellos utilizados solo y específicamente para limitar o prevenir deterioros, vibraciones y distribuir el peso. Cualquier objeto o dispositivo deben ser razonables en medidas y colocación para tales propósitos.
La pala no puede ser motivo de distracción o molestia para los demás jugadores, por lo que no podrá tener elementos reflectantes o sonoros que de cualquier modo alteren o puedan alterar el normal desarrollo del juego.
El puño ha de tener una longitud máxima de 20 cm, una anchura máxima (de cada una de las horquillas, sin considerar el espacio vacío entre ellas) de 50 mm y un grosor máximo también de 50 mm.
Deberá tener un cordón o correa de sujeción a la muñeca como protección contra accidentes. Su uso será obligatorio. Este cordón deberá tener una longitud máxima de 35 cm.
Las partes de la pala son: 
Grip: Parte donde el jugador agarra la pala, para poder tener un buen agarre deberemos cambiar el grip con cierta regularidad. Cuantos más grips le incorporemos a nuestra pala, más peso generaremos en esa parte y si utilizamos pocos grips, la parte de la cabeza pesará más, por tanto debemos equilibrar la pala haciendo uso de los grips.
Cabeza: Parte por la que se golpea la bola.
Perfil: Parte lateral de la pala. Cuanto más grande sea el perfil, mayor velocidad podremos emplear en los golpeos.
Con respecto al peso de la pala tenemos que tener muy en cuenta la condición física de cada persona, pero en rasgos generales diferenciamos: 
Mujeres: 355 - 370 gr
Hombres: 370 - 385 gr
Las palas pueden tener 3 tipos de formas: Diamante (mayor potencia), Lágrima (Control y potencia) y Redonda (mayor control). * de los 3 tipos de formas en una pala de pádel